# Certilleux
Certilleux est une commune française située dans le département des Vosges en région Grand Est.
Ses habitants sont appelés les Certillois.

## Géographie

### Géologie et relief
La commune se compose de 287,32 hectares de territoires agricoles (48,45 %) et 305,95 hectares de forêts et milieux semi-naturels (51,59 %).
Espaces naturels :
- Un espace protégé Natura 2000 : Milieux forestiers et prairies humides des vallées du Mouzon et de l'Anger[3],
- Une zone naturelle d'intérêt écologique, faunistique et floristique (Znieff) :  Pays de Neufchâteau[4].

### Hydrographie et les eaux souterraines
Hydrogéologie et climatologie : Système d’information pour la gestion des eaux souterraines du bassin Rhin-Meuse :
Territoire communal : Occupation du sol (Corinne Land Cover); Cours d'eau (BD Carthage),
Géologie : Carte géologique; Coupes géologiques et techniques,
 Hydrogéologie : Masses d'eau souterraine; BD Lisa; Cartes piézométriques.
La commune est située dans le bassin versant de la Meuse au sein du bassin Rhin-Meuse. Elle est drainée par le Mouzon et le ruisseau le Bani,.
Le Mouzon, d’une longueur de 63,3 kilomètres, prend sa source sur le territoire de Serocourt, s’oriente vers l'ouest puis vers le nord peu après avoir quitté les localités de Rocourt et Tollaincourt, jusqu'aux abords de son confluent avec la Meuse.
Le Bani, d'une longueur totale de 11,7 km, prend sa source dans la commune de Hagnéville-et-Roncourt et se jette  dans le Mouzon à Circourt-sur-Mouzon, après avoir traversé six communes.

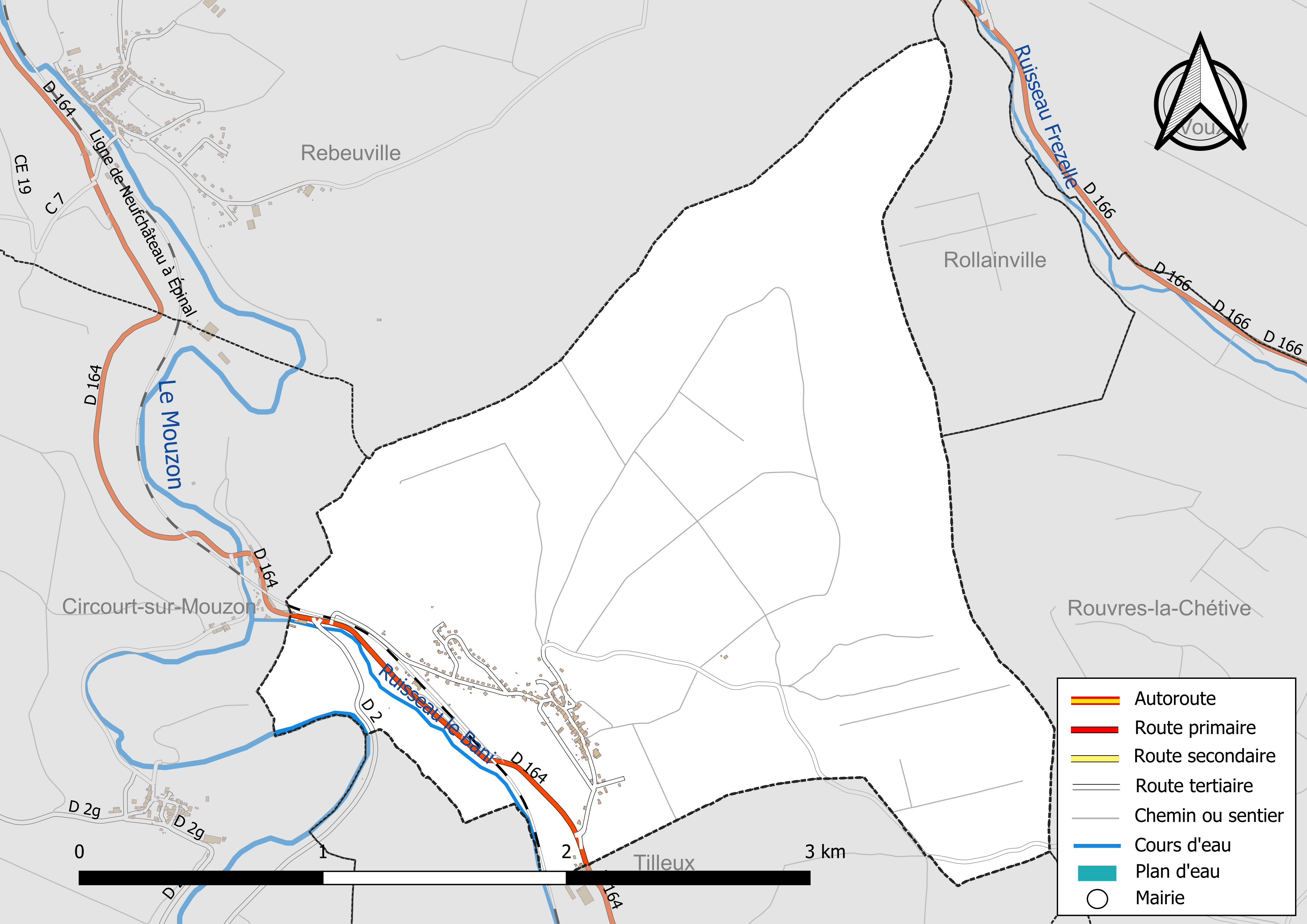
Réseaux hydrographique et routier de Certilleux.

### Climat
Pour des articles plus généraux, voir Climat du Grand Est et Climat des Vosges.
En 2010, le climat de la commune est de type climat de montagne, selon une étude du Centre national de la recherche scientifique s'appuyant sur une série de données couvrant la période 1971-2000. En 2020, Météo-France publie une typologie des climats de la France métropolitaine dans laquelle la commune est exposée à un climat océanique altéré et est dans la région climatique  Lorraine, plateau de Langres, Morvan, caractérisée par un hiver rude (1,5 °C), des vents modérés et des brouillards fréquents en automne et hiver. 
Pour la période 1971-2000, la température annuelle moyenne est de 9,2 °C, avec une amplitude thermique annuelle de 16,7 °C. Le cumul annuel moyen de précipitations est de 1 008 mm, avec 13,4 jours de précipitations en janvier et 9,1 jours en juillet. Pour la période 1991-2020, la température moyenne annuelle observée sur la station météorologique de Météo-France la plus proche, « Rollainville », sur la commune de Rollainville à 6 km à vol d'oiseau, est de 10,3 °C et le cumul annuel moyen de précipitations est de 860,3 mm. 
La température maximale relevée sur cette station est de 39,6 °C, atteinte le 25 juillet 2019 ; la température minimale est de −18,2 °C, atteinte le 20 décembre 2009,,. 
Les paramètres climatiques de la commune ont été estimés pour le milieu du siècle (2041-2070) selon différents scénarios d'émission de gaz à effet de serre à partir des nouvelles projections climatiques de référence DRIAS-2020. Ils sont consultables sur un site dédié publié par Météo-France en novembre 2022.

## Urbanisme

### Typologie
Au 1er janvier 2024, Certilleux est catégorisée commune rurale à habitat dispersé, selon la nouvelle grille communale de densité à sept niveaux définie par l'Insee en 2022.
Elle est située hors unité urbaine. Par ailleurs la commune fait partie de l'aire d'attraction de Neufchâteau, dont elle est une commune de la couronne,. Cette aire, qui regroupe 72 communes, est catégorisée dans les aires de moins de 50 000 habitants,.

### Occupation des sols
L'occupation des sols de la commune, telle qu'elle ressort de la base de données européenne d’occupation biophysique des sols Corine Land Cover (CLC), est marquée par l'importance des forêts et milieux semi-naturels (51,5 % en 2018), une proportion sensiblement équivalente à celle de 1990 (51,1 %). La répartition détaillée en 2018 est la suivante : 
forêts (51,5 %), prairies (26 %), terres arables (20,6 %), zones agricoles hétérogènes (1,9 %). L'évolution de l’occupation des sols de la commune et de ses infrastructures peut être observée sur les différentes représentations cartographiques du territoire : la carte de Cassini (XVIIIe siècle), la carte d'état-major (1820-1866) et les cartes ou photos aériennes de l'IGN pour la période actuelle (1950 à aujourd'hui).

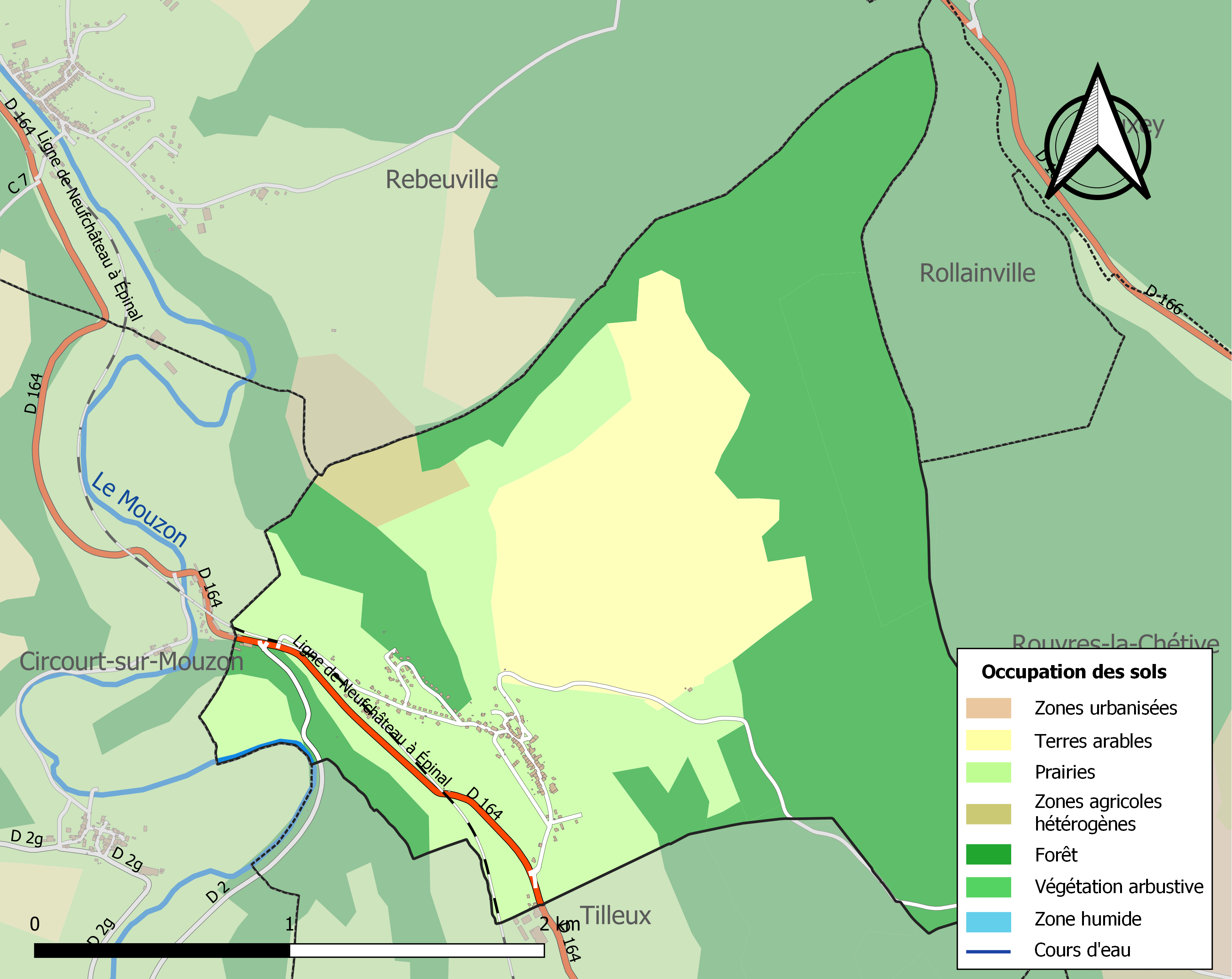
Carte des infrastructures et de l'occupation des sols de la commune en 2018 (CLC).

### Voies de communications et transports

#### Voies routières
- A31 (aussi appelée autoroute de Lorraine-Bourgogne). Échangeurs Châtenois, Bulgnéville, Robécourt.

#### Transports en commun
- Fluo Grand Est.

#### Lignes SNCF
- Gare de Contrexéville
- Gare de Vittel
- Gare de Neufchâteau

#### Transports aériens
- L'Aéroport d'Épinal-Mirecourt « Vosges Aéroport ».

À partir de l'été 2021, l’aéroport d’Épinal-Mirecourt est devenu le "pélicandrome" de la Zone Est et servira ainsi de base de ravitaillement et d’intervention pour les avions bombardiers d’eau connus sous le nom de Dash 8.
- Aérodrome de Langres - Rolampont.
- Aéroport de Nancy-Essey.

## Toponymie
Le nom de la localité est attesté sous les formes Ecclesia de Sartilluez (1334) ; Sire Jehan de Sartilluef (1377) ; De Sartiliaco (1402) ; Certillue (1420) ; Sertilluefz (1434) ; Certillieu (1455) ; Certilluefz (1456) ; Ecclesiam de Sartileyo (1518) ; Serthillieu (1586) ; Ecclesia de Sertilliaco (1549) ; Sertilleux (1594) ; Certillieuf (XVIe siècle) ; Certillieux (1622) ; Sertillieux (1729) ; Certilieux, Certilocus (1768).

Peut être de l'oil sart, essart« lieu défriché ». Le toponyme rappelle les vagues de défrichements, de l'ancien verbe « essarter signifiant « défricher ».
Le complément tilleux vient peut-être du latin tillutum, qui signifierait « lieu planté de tilleuls ».

## Histoire
Certilleux pourrait exister au moins depuis le XIIIe siècle. Il existe à coup sur au XVe siècle, dans une liste des paroisses du diocèse de Toul datée de 1402, où il est décrit sous le nom de Sarciliacum et possédait déjà une église.
Au XVIIIe siècle, la seigneurie appartenait à la maison de Bassompierre pour les deux tiers et au baron de Dommartin pour le dernier tiers,. 
Le village se serait développé sur la création de différents relais, il s'est en effet développé sur l'unique route de Neufchâteau à Beaufremont,.
Le village de Certilleux est connu pour la fabrication de la Toile miraculeuse (ou Toile Souveraine), ancien remède médical célèbre du début du XIXe siècle, fabriqué par le curé de l'époque, l'abbé Eugène Bertrand.
Bombardement de la gare par l’aviation allemande le 14 juin 1940.

## Politique et administration
| Période                                  | Période   | Identité         | Étiquette | Qualité |
| ---------------------------------------- | --------- | ---------------- | --------- | ------- |
| Les données manquantes sont à compléter. |           |                  |           |         |
| mars 2001                                | mars 2014 | Pascal Cabley    |           |         |
| mars 2014                                | En cours  | Jean-Marie Louis |           | [ 31 ]  |

### Budget et fiscalité 2023
En 2023, le budget de la commune était constitué ainsi :
- total des produits de fonctionnement : 235 000 €, soit 1 052 € par habitant ;
- total des charges de fonctionnement : 187 000 €, soit 839 € par habitant ;
- total des ressources d'investissement : 141 000 €, soit 631 € par habitant ;
- total des emplois d'investissement : 89 000 €, soit 399 € par habitant ;
- endettement : 142 000 €, soit 638 € par habitant.

Avec les taux de fiscalité suivants :
- taxe d'habitation : 25,27 % ;
- taxe foncière sur les propriétés bâties : 40,91 % ;
- taxe foncière sur les propriétés non bâties : 24,44 % ;
- taxe additionnelle à la taxe foncière sur les propriétés non bâties : 0,00 % ;
- cotisation foncière des entreprises : 0,00 %.

Chiffres clés Revenus et pauvreté des ménages en 2021 : médiane en 2021 du revenu disponible, par unité de consommation : 23 380 €.

## Économie

### Entreprises et commerces

#### Commerces
- Commerces et services de proximité[34].

## Population et société

### Démographie

#### Évolution démographique
L'évolution du nombre d'habitants est connue à travers les recensements de la population effectués dans la commune depuis 1793. Pour les communes de moins de 10 000 habitants, une enquête de recensement portant sur toute la population est réalisée tous les cinq ans, les populations de référence des années intermédiaires étant quant à elles estimées par interpolation ou extrapolation. Pour la commune, le premier recensement exhaustif entrant dans le cadre du nouveau dispositif a été réalisé en 2005.

En 2022, la commune comptait 214 habitants, en évolution de +1,9 % par rapport à 2016 (Vosges : −2,96 %, France hors Mayotte : +2,11 %).
| 1793 | 1800 | 1806 | 1821 | 1831 | 1836 | 1841 | 1846 | 1856 |
| ---- | ---- | ---- | ---- | ---- | ---- | ---- | ---- | ---- |
| 174  | 169  | 195  | 208  | 230  | 240  | 222  | 216  | 220  |

| 1861 | 1866 | 1876 | 1881 | 1886 | 1891 | 1896 | 1901 | 1906 |
| ---- | ---- | ---- | ---- | ---- | ---- | ---- | ---- | ---- |
| 235  | 237  | 213  | 213  | 186  | 191  | 192  | 179  | 170  |

| 1911 | 1921 | 1926 | 1931 | 1936 | 1946 | 1954 | 1962 | 1968 |
| ---- | ---- | ---- | ---- | ---- | ---- | ---- | ---- | ---- |
| 153  | 135  | 136  | 132  | 131  | 107  | 115  | 108  | 149  |

| 1975 | 1982 | 1990 | 1999 | 2005 | 2006 | 2010 | 2015 | 2020 |
| ---- | ---- | ---- | ---- | ---- | ---- | ---- | ---- | ---- |
| 142  | 292  | 290  | 248  | 251  | 250  | 226  | 209  | 213  |

| 2022 | - | - | - | - | - | - | - | - |
| ---- | - | - | - | - | - | - | - | - |
| 214  | - | - | - | - | - | - | - | - |

### Enseignement
Établissements d'enseignements :
- Écoles maternelles et primaires à Rebeuville, Landaville, Rouvres-la-Chétive, Neufchâteau.
- Collèges à Neufchâteau, Châtenois, Liffol-le-Grand, Mandres-sur-Vair.
- Lycées à Neufchâteau, Mandres-sur-Vair, Contrexéville.

### Santé
Professionnels et établissements de santé :
- Médecins à Neufchâteau, Châtenois, Liffol-le-Grand, Coussey, Bulgnéville, Gironcourt-sur-Vraine, Vicherey.
- Pharmacies à Neufchâteau, Châtenois, Liffol-le-Grand, Coussey, Bulgnéville, Gironcourt-sur-Vraine, Vicherey.
- Hôpitaux à Neufchâteau, Vittel, Lamarche, Mirecourt, Mattaincourt.

### Cultes
- Culte catholique, Paroisse Saint-Pierre et Saint-Paul au Seuil de la Lorraine[41], Diocèse de Saint-Dié.

## Culture locale et patrimoine

### Lieux et monuments

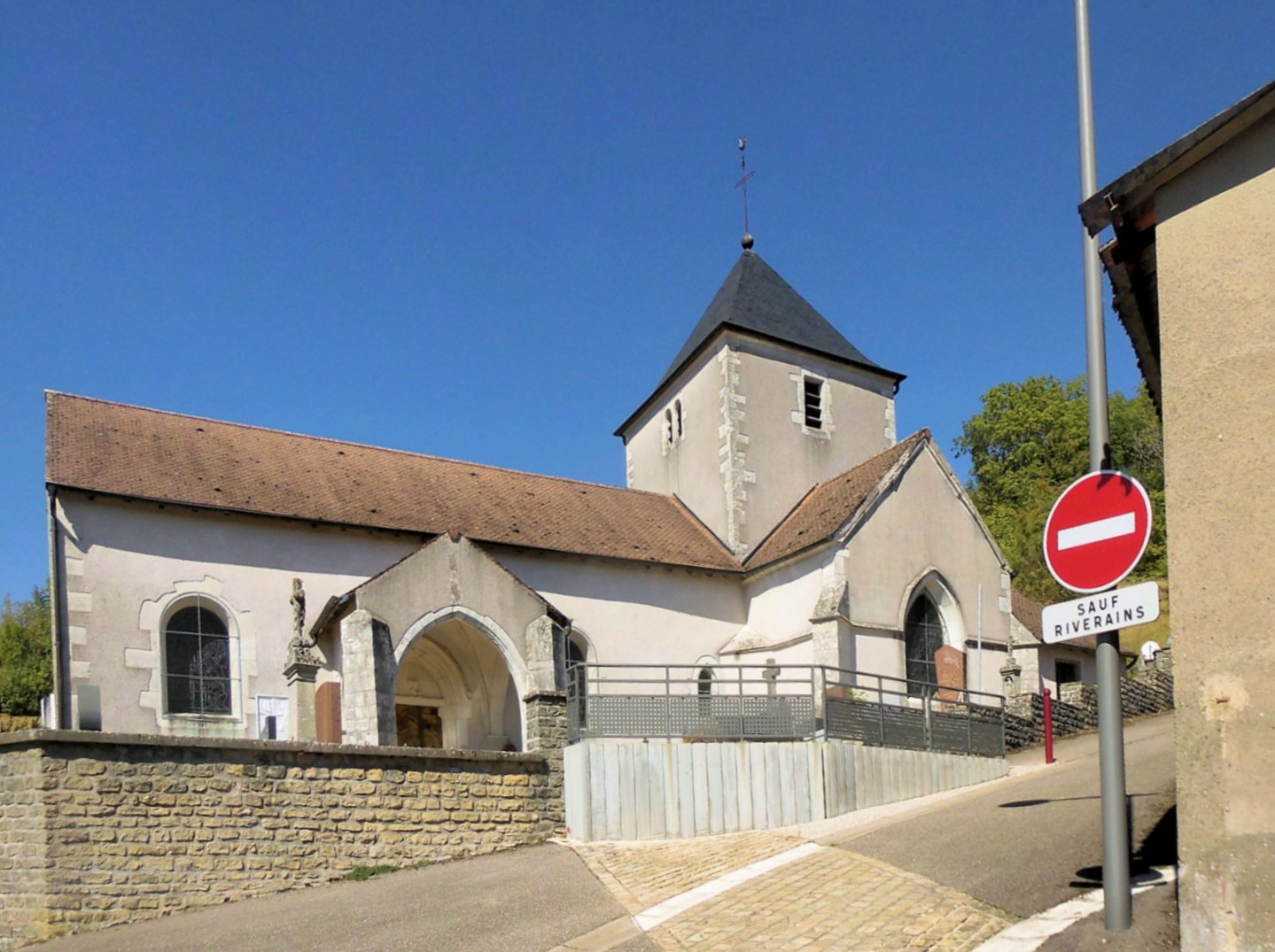
L'église Saint-Paul.
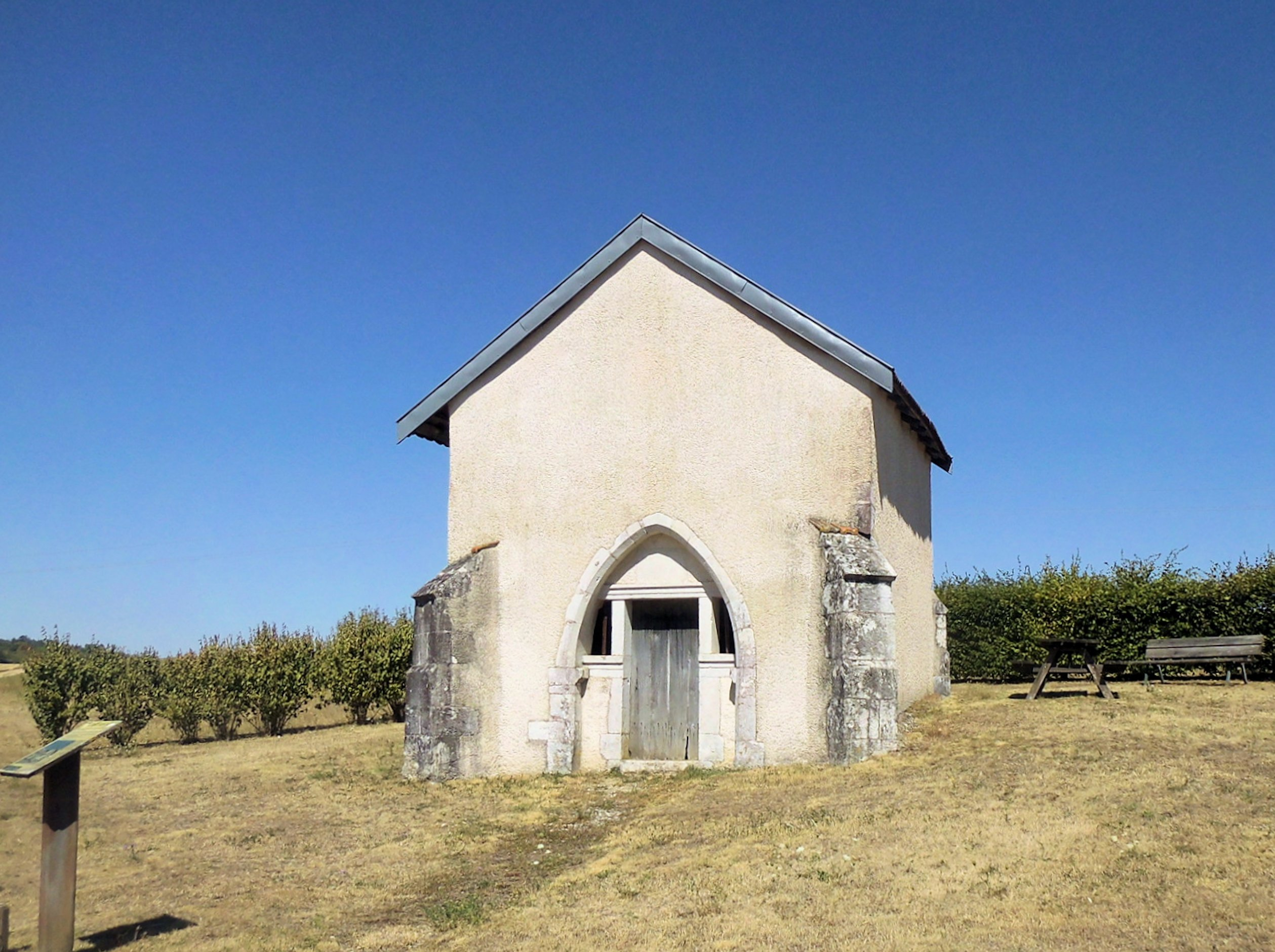
La chapelle Saint-Martin.

- Église paroissiale Saint-Paul[42]. Elle daterait du XVe siècle. Une inscription indiquerait 1487. Certains travaux d'agrandissement daterait du XVIIIe siècle ainsi que le clocher[27].

Les combles de l'église abritent une colonie de petits rhinolophes, chauves-souris d'une espèce protégée.
Patrimoine mobilier.
 * tombeau de François Rouier.
* dalle funéraire d'Agnès Poirot.
* verrière (verrière figurée, verrière à personnages) : saint Paul de Tarse, saint Joseph (baie 0)
* 6 verrières (verrière figurée, verrière hagiographique) : Apparition de la Vierge à sainte Bernadette, Apparition du Sacré-Coeur de Jésus à sainte Thérèse de Lisieux, scènes de la vie de saint Paul de Tarse (baies 2, 3, 6, 7, 8, 9).
* autel, gradin d'autel, tabernacle (maître-autel, autel tombeau).
* autel, gradin d'autel, retable (autel secondaire de la Vierge).
* tabernacle.
* chaire à prêcher.
* confessionnal.
* fonts baptismaux.
* armoire eucharistique.
* ensemble de 30 bancs de fidèles.
* armoire.
* armoire.
* croix (d'applique, demi-nature) : Christ en croix.
* statue (demi-nature) : saint Jean-Baptiste.
* statue : Saint Jean-Baptiste.
* statue (petite nature) : Immaculée Conception.
* statuette : Immaculée Conception.
* bannière de procession : Immaculée Conception.
* bannière de procession : saint Paul et saint Nicolas.
* calice.
* ostensoir.
* tombeau anonyme.
* cheminée.
- Chapelle Saint-Martin[69].

Patrimoine mobilier :
 * autel (maître-autel)
 * statue (petite nature) : Vierge à l'Enfant.
- L’inventaire du patrimoine a été réalisé par le service régional de l'Inventaire général du patrimoine culturel[73].
- Croix de chemin[74].
- Monument aux morts[75],[76].

### Personnalités liées à la commune
- Médaillés de Sainte-Hélène[77].

## Pour approfondir